# International Singles
Pour les articles homonymes, voir The Singles.
Albums de Eminem
8 Mile Soundtrack
(2002) Encore
(2004)
International Singles (ou simplement The Singles aux États-Unis et dans certains pays) est une compilation du rappeur Eminem, qui regroupe dans une boîte métallique 11 CD de ses singles. Ce coffret contient également des remixes ainsi que des versions instrumentales et a cappella.

## Liste des titres

### Disque 1
1. Business (Version album "explicite")
2. Bump Heads (DJ Green Lantern Remix)
3. Business (A cappella)

### Disque 2
1. Sing for the Moment (Version album "explicite")
2. Rabbit Run (Version de la bande-originale "explicite")
3. Sing for the Moment (Instrumentale)

### Disque 3
1. Lose Yourself (Version de la bande-originale "explicite")
2. Lose Yourself (Instrumentale)
3. Renegade (feat. Jay-Z) (Version album "explicite")

### Disque 4
1. Cleanin' Out My Closet (Version album "explicite")
2. Stimulate (Version inédite sur un album)
3. Cleanin' Out My Closet (Instrumentale)

### Disque 5
1. Without Me (Version album "explicite")
2. The Way I Am (Danny Lohner Remix)
3. Without Me (A cappella)
4. Without Me (Instrumentale)

### Disque 6
1. Stan (feat. Dido) (Version radio)
2. Guilty Conscience (feat. Dr. Dre) (Version radio avec des bruitages d'armes à feu)
3. Hazardous Youth (A cappella)
4. Get You Mad

### Disque 7
1. The Way I Am
2. Kids
3. '97 Bonnie & Clyde
4. Steve Berman

### Disque 8
1. The Real Slim Shady (Version album "explicite")
2. Bad Influence (Version album)
3. The Real Slim Shady
4. My Fault (Pizza Mix)

### Disque 9
1. Guilty Conscience (feat. Dr. Dre) (Version radio)
2. Guilty Conscience (feat. Dr. Dre) (Version album)
3. Guilty Conscience (feat. Dr. Dre) (A cappella)

### Disque 10
1. My Name Is (Version radio "Slim Shady")
2. My Name Is (Version album "explicite")
3. My Name Is (Instrumentale)

### Disque 11
1. Wanksta (Version d'Eminem)